# Kai Kjäll
Kai Karin Alice Kjäll, född Dahlberg 13 augusti 1909 i Julita församling, Södermanland, död 28 december 1999 i Kista församling, Stockholm, var överstelöjtnant i Frälsningsarmén och en sångförfattare.
Kjäll utbildades till Frälsningsofficer 1933. Tillsammans med sin man, Thorsten Kjäll, organiserade hon Frälsningsarméns museum i Stockholm. De har gemensamt arbetat inom Frälsningsarmén i Sverige, Finland och England.
Även deras dotter Kai Kjäll-Andersson som är frälsningssoldat har tonsatt och författat ett flertal sånger.

## Sånger
- Min gårdag är förbi. Den gav mig visshet